# Asa’ib Ahl al-Haqq
Asa’ib Ahl al-Haqq (arabisch عصائب أهل الحق, DMG ʿAṣāʾib Ahl al-Ḥaqq ‚Liga der rechtschaffenen Leute‘), auch bekannt als Chazali-Terrornetzwerk, ist eine paramilitärisch geführte, schiitische Extremistenmiliz aus dem Irak, die auch in Syrien aktiv ist. Laut einem Bericht der britischen Tageszeitung The Guardian im März 2014 wird die Terrorgruppe von der Islamischen Republik Iran finanziert.
Die Gruppe wird offiziell von Qais Chazali angeführt, der bis 2004 in den Reihen der sogenannten Mahdi-Armee kämpfte. Tatsächlicher Befehlshaber war General Qasem Soleimani von der iranischen al-Quds-Einheit, einer Spezialeinheit der iranischen Revolutionsgarden.
Die Vereinigten Staaten stufen sie neben der Mahdi-Armee als größte Spezialgruppe (Special Group, SG) innerhalb des Irak ein. Den Begriff SG wenden US-Streitkräfte an, um Schiitische Milizen, Terrorgruppen oder sonstige Gruppierungen zu beschreiben. Diese werden von Iran finanziell und personell unterstützt. Das US-Verteidigungsministerium macht die Asaʾib Ahl al-Haqq für über 6000 Angriffe auf Streitkräfte der Vereinigten Staaten und des Vereinigten Königreichs im Irak verantwortlich.
Im Irak kämpft die Gruppe derzeit im Bündnis der Volksmobilmachung gegen den IS. In Syrien nimmt sie im Bürgerkrieg in Syrien an der Seite der Regierungstruppen von Baschar al-Assad teil und kämpft gegen den IS und die Freie Syrische Armee sowie gegen andere Rebellen und Regierungsgegner. Der in Syrien kämpfende Teil ist auch als Haidar-al-Qarar-Brigade bekannt und wird angeführt von Akram al-Kabi.